# Harmothoe dictyophora
Harmothoe dictyophora är en ringmaskart som först beskrevs av Grube 1878.  Harmothoe dictyophora ingår i släktet Harmothoe och familjen Polynoidae. Inga underarter finns listade i Catalogue of Life.